# 함의 저주

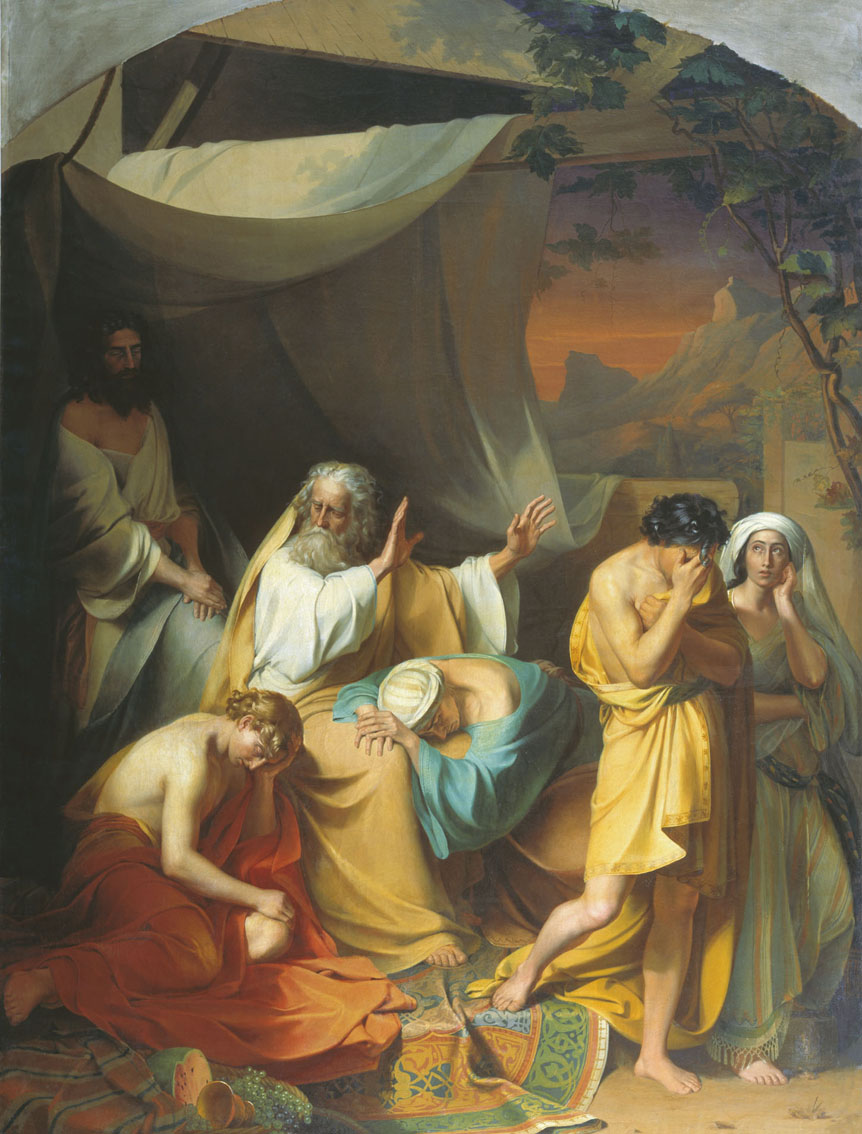
함을 저주하는 노아. 이반 스테파노비치 크세노폰토프가 19세기에 그린 그림.

함의 저주는 노아가 자신의 세 아들 중 함을 저주한 사건이다.
세 아들 중 셈, 함, 야벳 중 함은 그의 이름에서 유래한 함 족속과 가나안 족속의 시조로, 장남의 자손은 함 족속이 되었으며 다른 아들 가나안은 가나안 족속의 시조가 되었다. 따라서 함은 함 족과 가나안 족, 두 부족의 선조가 된다.
농사철 중 술에 취해 벌거벗은 노아를 발견한 함이 형제들에게 알려서 다른 두 형제가 옷을 가져다가 부친의 하체를 가렸으나, 노아가 함을 저주한 사건이다. 이는 구약성경 중 창세기 9장에 기록되어있다.

## 같이 보기
- 함족
- 역사적 인종개념

19절 노아의 이 세 아들로부터 사람들이 온 땅에 퍼지니라 20절 노아가 농사를 시작하여 포도나무를 심었더니 21절 포도주를 마시고 취하여 그 장막 안에서 벌거벗은지라 22절 가나안의 아버지 함이 그의 아버지의 하체를 보고 밖으로 나가서 그의 두 형제에게 알리매 23절 셈과 야벳이 옷을 가져다가 자기들의 어깨에 메고 뒷걸음쳐 들어가서 그들의 아버지의 하체를 덮었으며 그들이 얼굴을 돌이키고 그들의 아버지의 하체를 보지 아니하였더라 24절 노아가 술이 깨어 그의 작은 아들이 자기에게 행한 일을 알고 25절 이에 이르되 가나안은 저주를 받아 그의 형제의 종들의 종이 되기를 원하노라 하고 26절 또 이르되 셈의 하나님 여호와를 찬송하리로다 가나안은 셈의 종이 되고 27절 하나님이 야벳을 창대하게 하사 셈의 장막에 거하게 하시고 가나안은 그의 종이 되게 하시기를 원하노라 하였더라.— 창세기 9장 18-29절, 개역개정판